# Glimmen
Glimmen es un pueblo neerlandés perteneciente al municipio de Groninga en la provincia de Groninga.
En 2021, el pueblo tenía una población de 1345 habitantes.
El pueblo se fundó en la Edad Media como un área rural a las afueras de la ciudad de Groninga. En el siglo XIII, existía en los alrededores una fortaleza del conde Egbert, prefecto de Groninga, que fue destruida en 1256 por la familia noble Gelkinge. Desde finales de la Edad Media, formaba parte de la jurisdicción del vecino pueblo de Noordlaren. Pertenecía al municipio de Haren hasta que en 2019 este municipio se integró en el municipio de Groninga, del que actualmente forma parte.
Se ubica unos 5 km al sur de la ciudad de Groninga, separado de la capital provincial por el vecino pueblo de Haren. Al oeste del pueblo fluye el río Drentsche Aa.